# Юніорська збірна ПАР з хокею із шайбою
Юніорська збірна ПАР з хокею із шайбою  — національна юніорська команда Південно-Африканської Республіки, що представляє країну на міжнародних змаганнях з хокею із шайбою. Опікується командою Південно-Африканська хокейна асоціація, команда постійно бере участь у чемпіонаті світу з хокею із шайбою серед юніорських команд.

## Результати

### Чемпіонат Азії та Океанії до 18 років
1999  — 2 місце Дивізіон ІІ

### Чемпіонати світу з хокею із шайбою серед юніорських команд
- 2000 — 7 місце Дивізіон ІІ Європа
- 2001 — 4 місце Дивізіон ІІІ
- 2002 — 5 місце Дивізіон ІІІ
- 2003 — 6 місце Дивізіон ІІ Група В
- 2004 — 2 місце Дивізіон ІІІ
- 2005 — 6 місце Дивізіон ІІ Група А
- 2006 — 3 місце Дивізіон ІІІ
- 2007 — 5 місце Дивізіон ІІІ
- 2008 — 4 місце Дивізіон ІІІ Група А
- 2009 — 4 місце Дивізіон ІІІ Група А
- 2010 — 3 місце Дивізіон ІІІ Група В
- 2011 — 3 місце Дивізіон ІІІ Група В
- 2012 — 6 місце Дивізіон ІІІ
- 2013 — 2 місце Дивізіон ІІІ Група В
- 2014 — 1 місце Дивізіон ІІІ Група В
- 2015 — 6 місце Дивізіон ІІІ Група А
- 2016 — 2 місце Дивізіон ІІІ Група В
- 2017 — 3 місце Дивізіон ІІІ Група В
- 2018 — 3 місце Дивізіон ІІІ Група В
- 2019 — 3 місце Дивізіон ІІІ Група В
- 2022 — 3 місце Дивізіон ІІІ Група В
- 2023 — 4 місце Дивізіон ІІІ Група В
- 2024 — 4 місце Дивізіон ІІІ Група В
- 2025 — 5 місце Дивізіон ІІІ, Група В